# Pintér Sándor (rendőrtiszt)
Pintér Sándor (Budapest, 1948. július 3. –) magyar nyugállományú rendőr vezérezredes, jogász, politikus. 1991–1996 között országos rendőrfőkapitány, 1998-2002 között, valamint 2010-től belügyminiszter. 2018-tól nemzetbiztonságért felelős miniszterelnök-helyettes. A 2021-es Befolyás-barométer szerint ő Magyarország 4. legbefolyásosabb személye.

## Életpályája
Pályafutását a Belügyminisztérium gépkocsivezetőjeként kezdte, majd 1972-ben rendőrségi szolgálatba lépett, először segédnyomozó volt Zuglóban. Közben járt a Budapesti Műszaki Egyetem Gépészmérnöki Karára és a Rendőrtiszti Főiskolára is. 1978-ban diplomázott a főiskolán. 1986-ban jogi diplomát is szerzett az Eötvös Loránd Tudományegyetem Állam- és Jogtudományi Karon. Főiskolai diplomájának megszerzése után 1985-ig az Országos Rendőr-főkapitányság vizsgálati osztályának előadója, majd főelőadója volt. 1985-ben átkerült a Budai Rendőrkapitányságra bűnügyi osztályvezetőnek, majd megbízott kapitányságvezetőnek. 1988-ban átirányították a Pest Megyei Főkapitánysághoz, ahol a vizsgálati osztály vezetőjévé nevezték ki. 1990-ben a Pest megyei főkapitány közbiztonsági helyettesévé léptették elő. 1991 márciusában Budapest rendőrfőkapitányává nevezték ki. Pár hónappal később, 1991 szeptemberében Boross Péter akkori belügyminiszter kinevezte országos főkapitánnyá, amely tisztséget öt éven keresztül viselt. 1991-ben vezérőrnaggyá, majd 1993-ban altábornaggyá léptették elő. 1996-ban nyugállományba vonult.
A több bűncselekménnyel vádolt Zemplényi György 1996-os hazahozatala kapcsán közokirat-hamisítással vádolták meg, de a Fővárosi Bíróság 1999 januárjában jogerősen felmentette.
Az MSZMP tagjaként az ORFK párttitkára volt.
Felesége Pintérné Eötvös Ildikó, lányaik Pintér Hajnalka, Brindzáné Pintér Csillag és Pappné Pintér Ildikó.

### Közéleti pályafutása
Nyugdíjazása után őrző-védő céget alapított, majd 1997-ben az OTP Bank Nyrt. biztonsági tanácsadója, illetve igazgatóságának tagja lett. 1998-ban Orbán Viktor akkori miniszterelnök meghívta új kormányába belügyminiszternek, ekkor az OTP-ben betöltött tisztségeiről lemondott. Belügyminiszteri pozícióját a ciklus 2002-es befejeztéig viselte. 2002-ben visszatért a gazdasági életbe, különböző más őrző-védő cégekben rendelkezett 2010-ig jelentősebb tulajdoni hányaddal, valamint egy gazdasági tanácsadó kft. és egy utazási iroda ügyvezető igazgatója, illetve tulajdonosa volt. 2004-ben ismét az OTP Bank Nyrt. igazgatóságának lett tagja. 2010-ben a második Orbán-kormányba ismét a 2006-ban megszüntetett belügyminiszteri tisztségre jelölték. Előtte eladta összes gazdasági érdekeltségét.
2010-zel kezdődő belügyminisztersége alatt irányítása alá tartozik az Alkotmányvédelmi Hivatal, a Nemzetbiztonsági Szakszolgálat, a Terrorelhárítási Központ és a 2011-ben létrehozott Nemzeti Védelmi Szolgálat is. 2013. július 3-án Áder János köztársasági elnök nyugállományú rendőr vezérezredessé léptette elő.
A tanár- és diáktüntetések 2022-es kezdete óta a PDSZ, a PSZ és a diákszervezetek is lemondásra szólították fel a többek között az oktatásért is felelős minisztert, valamint a demonstrációk egyik konkrét követelése is  ez volt. A miniszter népszerűsége nagyot csökkent, miután kirúgatott 13 tanárt. A kormányban a lemondása is felmerült 2023 őszén, azonban végül nem mondott le poziciójáról.

## Kitüntetése
- 1994: A Magyar Köztársasági Érdemrend középkeresztje a csillaggal